# Mark McGhee
Mark McGhee (Glasgow, 1957. május 25. – ) skót válogatott labdarúgó, csatár, edző.

## Pályafutása

### Játékosként

#### Klubcsapatokban
McGhee labdarúgó-pályafutását a skót Greenock Morton csapatánál kezdte. 1979 és 1984 között az Aberdeen labdarúgója volt; a klubbal kétszer nyert skót bajnokságot, háromszor skót kupát, valamint 1983-ban a Kupagyőztesek Európa-kupáját, illetve az UEFA-szuperkupát. Az 1983–1984-es szezonban ő lett a Kupagyőztesek Európa-kupájának gólkirálya. 1984 és 1985 között a Hamburg csapatában futballozott. 1985 és 1989 között a skót Celtic játékosa volt; két-két skót bajnoki címet és kupát nyert a klubbal. 1991 és 1993 között a Reading játékos-edzője volt.

#### Válogatott
1983 és 1984 között négy alkalommal lépett pályára a skót labdarúgó-válogatottban.

### Edzőként
1991 és 1993 között a Reading játékos-edzője volt. McGhee számos skót és angol csapatot irányított vezetőedzőként, 2022-ben a skót Dundee csapatától való távozása után bejelentette visszavonulását edzőként.

## Sikerei, díjai

### Játékosként
Aberdeen
- Skót bajnok: 1979–80, 1983–84
- Skót kupa: 1981–82, 1982–83, 1983–84
- Kupagyőztesek Európa-kupája: 1982–83
- UEFA-szuperkupa: 1983
- Kupagyőztesek Európa-kupája gólkirály: 1983–84 (5 gól)

 Celtic
- Skót bajnok: 1985–86, 1987–88
- Skót kupa: 1987–88, 1988–89

### Edzőként
Reading
- Angol harmadosztályú bajnok: 1993–94

 Millwall
- Angol harmadosztályú bajnok: 2000–01